# Gerucht

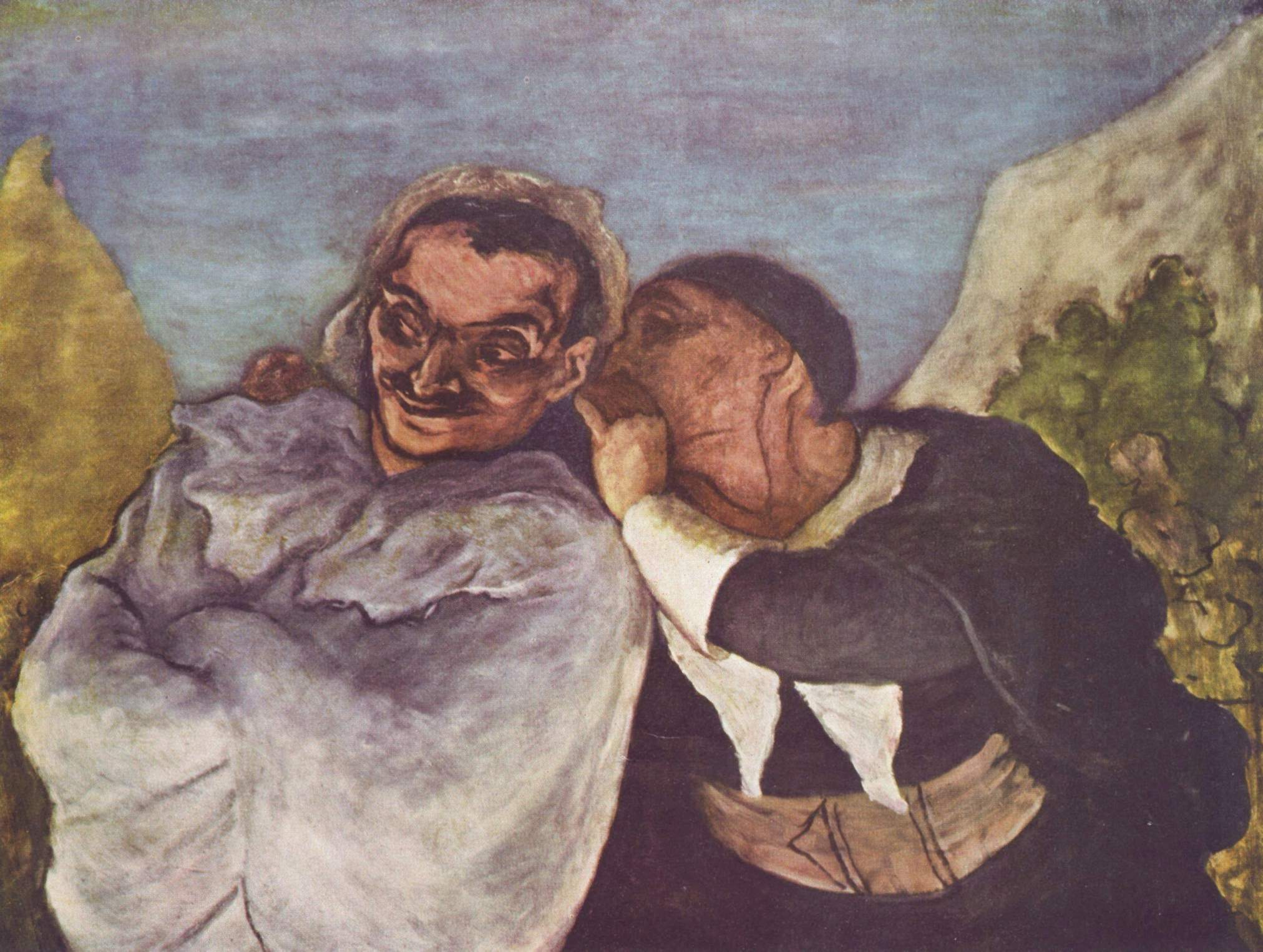
Crispin et Scapin van Honoré Daumier

Een gerucht is een verhaal dat de ronde doet, maar waarvan de waarheid niet vast staat. De informatie in een gerucht kan variëren van een roddel tot gerichte propaganda.
Geruchten kunnen zich onder vrienden en kennissen verspreiden van mond tot mond. Met de komst van post en telefonie werden deze kanalen gebruikt voor het verspreiden van geruchten. Met de komst van het internet verspreiden geruchten zich via e-mail, door weblogs en sociale media. Wanneer iemand een gerucht over een niet aanwezig persoon (door)vertelt aan anderen, spreken we ook wel van roddelen.
In een studie uit 1947 van Gordon Allport en Joseph Postman, Psychology of Rumour, is ontdekt dat een gerucht terwijl het de ronde doet steeds korter en duidelijker wordt. Tevens kan de inhoud van het gerucht veranderen. Dit werd ook wel aangeduid als "leveling", "sharpening" en "assimilation". Leveling is het "afvlakken" van het gerucht, door te gecompliceerde details en achtergronden weg te laten of te vereenvoudigen. Sharpening is het benadrukken en wellicht ook overdrijven van de belangrijkste punten. Assimilation ten slotte is het muteren van het gerucht ten gevolge van onderbewuste motieven. Dit kan worden gedemonstreerd door binnen een groep van circa tien personen een boodschap rond te laten gaan, die slechts van de ene naar de andere persoon mag overgaan. Wanneer de boodschap de hele kring is rondgegaan, zal uiteindelijk blijken dat er iets heel anders uit is gekomen.
Geruchten kunnen een krachtige destructieve werking hebben. Ze kunnen de reputatie van een persoon onherstelbaar beschadigen. Op de financiële markten kunnen geruchten een grote rol spelen op de ontwikkeling van de prijs van aandelen. In oorlogen kunnen geruchten over bijvoorbeeld vijfde colonnes leiden tot het willekeurig arresteren, mishandelen en lynchen van mensen.
Voorbeelden van hardnekkige geruchten:
- Elvis Presley leeft nog.
- Paul McCartney is in 1966 overleden en vervangen door een dubbelganger (Paul is dead).
- Michael Jackson heeft kinderen verkracht.
- Verschillende broodjeaapverhalen.